# Hadashot Arkheologiyot
Hadashot Arkheologiyot - Excavations and Surveys in Israel (en hébreu חדשות ארכיאולוגיות) est une revue scientifique d'archéologie publiée par l'Autorité des antiquités d'Israël. Elle présente le compte-rendu des fouilles et des sondages réalisées par le personnel de l'autorité des antiquités. Elle est publiée en hébreu depuis 1961, puis aussi en anglais à partir de 1992. Depuis 2005, elle n'existe plus en édition papier, elle est uniquement éditée en ligne.